# Stigmella watti
Stigmella watti là một loài bướm đêm thuộc họ Nepticulidae. Nó được tìm thấy ở New Zealand.
Chiều dài cánh trước khoảng 3.5 mm. Con trưởng thành bay vào tháng 2. Có thể có một lứa một năm.
Ấu trùng ăn Olearia colensoi νar. grandis và Olearia oporina. Chúng ăn lá ở nơi chúng làm tổ.